# 광행차
광행차(光行差)는 지구 공전 운동으로 별빛이 기울어져 관측되는 현상이다. 1729년 브래들리에 의해 발견되었다.
바람이 없고 비가 수직으로 내리는 날 자동차를 타고 달리면 비가 전방에서 뿌리는 것처럼 보이는데, 별에서 오는 빛을 빗방울, 자동차를 지구의 공전이라고 가정해 보면 진행하는 지구에서 본 별의 위치는 전방으로 기울어져 있는 것처럼 보인다.

## 같이 보기
- 연주 시차
- 장동 (천문학)
- 고유운동
- 토머스 심프슨